# エダフォサウルス科
エダフォサウルス科（エダフォサウルスか、Edaphosauridae）は、古生代石炭紀後期からペルム紀前期にかけて生息した初期単弓類の絶滅した分類群。単弓綱・盤竜目・真盤竜亜目に属する。初期の昆虫食あるいは肉食のイアンタサウルスと、後期の植物食盤竜類であるエダフォサウルス、そして両者の中間型と思われるグラウコサウルスの3属が属する。

## 形態

### 帆
エダフォサウルス科の特徴として上げられるものの一つに、伸長した神経棘がある。この神経棘には帆が張られていたと考えられる。その用途としては、性的ディスプレイおよび体温調節のための熱交換器としてであったとされる。こういった帆はディメトロドンなども持っているが、最大の相違点は棘突起から突き出た多数の横突起である。この突起は前部のものほど発達が著しく、尾部に向かうにつれ貧弱になっていく傾向がある。そのため、これは前から見られる事を前提としたものであるとされ、彼らはこれによって個体間の識別をしていたといわれる。こういった特徴を有する帆は、イアンタサウルス、エダフォサウルスがともに持っている。また、グラウコサウルスは、発見されたのは頭蓋の一部のみであるが、前出の二者の中間的な形態から、同様の帆を持っていたと思われる。

### 食性
エダフォサウルスは、二次口蓋こそ持たないものの、大きくスライドする顎関節、口蓋部の多数の歯など、極めて洗練した植物食への適応を見せた。かれらはディアデクテスなどとともに最初期の陸生植物食脊椎動物とされたが、系統状は孤立した存在であり、長らくその起源は謎とされてきた。しかし1986年にイアンタサウルスが発見された。この生物は小型で昆虫食あるいは肉食であり、エダフォサウルスの祖先、あるいはそれに近縁な生物であったと思われる。つまり、エダフォサウルス科は、昆虫食などの小型の生物から植物食に移行するにつれ大型化していった生物であるといえる。
上記の口蓋部の歯は、一般に両生類的な特徴とされる。しかし、イアンタサウルスには存在しないことから、エダフォサウルスの歯は、二次的に獲得したものと思われる。

## 分布
北アメリカ、ヨーロッパなどに生息していた。

## 分類

### 上位分類
- 単弓類 Synapsida （盤竜類 Pelycosauria）
  - 真盤竜亜目 Eupelycosauria
    - オフィアコドン科 Ophiacodontidae
    - エダフォサウルス科 Edaphosauridae
    - スフェナコドン類 Sphenacodontia
      - スフェナコドン科 Sphenacodontidae
      - 獣弓類 Therapsida
        - 哺乳類 Mammalia

### 主な属

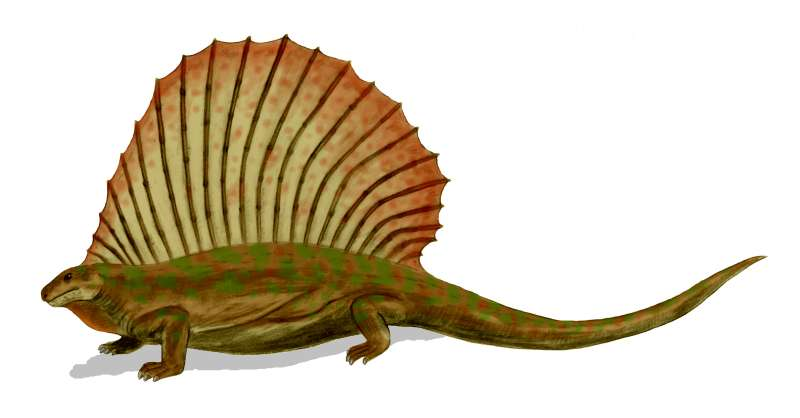
エダフォサウルス Edaphosaurus